# Shailkupa
Shailkupa (en bengali : শৈলকুপা) est une upazila du Bangladesh dans le district de Jhenaidah. En 1991, on y dénombrait 293 341 habitants.